# Дедовский хлеб
ЗАО «Де́довский хлеб» — предприятие, расположенное в Дедовске, Московская область. Один из ведущих хлебопекарных производителей России, занимающий седьмое место по обороту, а на рынке Москвы — второе место (по состоянию на август 2020 года).
Ассортимент завода включает более 180 наименований продукции. В основу компании легла концепция обеспечения организма витаминами, полноценными белками и микроэлементами.

## История
В 1970 году началось строительство нового хлебозавода с суточной производительностью 60-65 тонн хлебобулочных изделий. Первый батон был выпечен 20 марта. Эта дата считается Днём рождения предприятия. Производство было небольшим: на шести производственных линиях работало всего 150 человек. Скромный ассортимент не доходил и до 20 наименований. Сразу после основания предприятия продукция реализовывалась только на территории Истринского района.
В 1980 году управление предприятием перешло к Валентине Горбуновой. Отмечено, что под её руководством завод «Дедовский хлеб» был преобразован, повысилось качество продукции: люди специально приезжали из районного центра и даже из Москвы за пшеничными батонами, бородинским хлебом, куличами, вафлями и ароматными булочками. В этот период входит создание цеха отгрузки, производство вафель и кондитерских изделий. Собственная небольшая торговая сеть была развёрнута не только в Дедовске, но и в соседних населённых пунктах. В 1997 году была построена масштабная реконструкция, построен новый склад и гараж для транспорта.
В 2008 году состоялась модернизация завода, была проведена по реконструкции завода, закуплены автоматизированные производственные линии, полностью обновлён автопарк. При хлебозаводе был открыт фирменный магазин.
По состоянию на 2011 год на хлебозаводе работает более 400 сотрудников. Хотя сезонная производительность снизилась до 30-40 тонн хлеба по сравнению со старыми временами, ассортимент продукции несравнимо вырос и превысил 180 наименований.
В 2018 году ЗАО «Дедовский хлеб» стало принадлежать булочно-кондитерскому комбинату «Коломенское».
С 29 января 2020 года генеральный директор ЗАО «Дедовский хлеб» — Константин Александрович Рудаковский. По состоянию на апрель 2020 года на хлебозаводе работало 240 сотрудников, а на август 2020 года — 350 сотрудников.

## Продукция
Основные виды продукции включают: основные и сортовые хлеба, сдобу, пирожные, куличи, рулеты, кексы, печенье, баранки, мармелад, пряники, вафли, тесто, сухари для панировки, муку, торты (в том числе свадебные под заказ), караваи.
Среди широкого ассортимента хлебобулочной продукции есть продукты с пищевыми волокнами — хлеб с отрубями, резаный хлеб с отрубями и йодированной солью, хлеб цельнозерновой и другие. Это хлеб «Дедовский йодированный», обогащённый витаминами и йодом, витаминизированный батончик «Истринский» и хлеб «Фитнес». Во время Великого поста популярны фруктовый постный хлеб с сухофруктами, орехами, мёдом и злаками.
Вся продукция упаковывается в пакеты или полиэтиленовую плёнку. Для централизованной доставки продукции «Дедовский хлеб» имеет собственный автотранспорт.

## Награды
Продукция завода неоднократно получала награды на российских и международных выставках. В 2009 году на II Международном смотре качества хлеба и хлебобулочных изделий хлеб фруктовый постный, хлеб «Дарницкий» и плетёнка «Истринская» были отмечены золотой медалью «За высокое качество». В 2013 году золотые награды получили батон «Нарезной» и «Колосок», хлеб «Дарницкий», кондитерские изделия (вафельная продукция), а в 2014 году — сорта хлеба «Ржевский» и «Овсяный».